# اوی ساداتاکا
اوی ساداتاکا (به ژاپنی: 大井 貞隆 おおい さだたか)؛ (تولد نامشخص – مرگ نامشخص) یک سامورایی و ارباب قلعه ناگاکوبو  بود.
در سال ۱۵۴۱، زمانی که هارونوبو تاکدا رئیس خاندان تاکدا شد، خاندان تاکدا و خاندان سووا دچار شکاف شدند و سال بعد (۱۵۴۲)، خاندان تاکدا به سووا حمله کرد و سووا یوریشیگه کشته شد، اما ساداتاکا با سوء استفاده از این، آنها قلعه ناگاکوبو را بازپس گرفتند. پس از تثبیت قلمرو سووا، خاندان تاکدا تهاجم خود را به ولایت شینانو تشدید کرد و در سپتامبر ۱۵۴۳ به منطقه اوگاتا حمله کرد و در هفدهم همان سال، قلعه ناگاکوبو را محاصره کرد و ساداتاکا در مقابل قلعه ناگاکوبو مقاومت کرد توسط ملازمانش آیکی ماساتومو و آشیدا نوبوموری تسلیم شد و او را دستگیر کردند و به کوفو ("کوهاکوسایکی") بردند. علاوه بر این، خاندان موچیزوکی از ناحیه ساکو، شینانو که به ساداتاکا پیوسته بودند نیز شکست خوردند. ساداتاکا به کوفو برده شد و در آنجا زندانی شد و در آنجا درگذشت (همچنین نظریه ای وجود دارد که او در پاسخ به خشم هارونوبو خودکشی کرد).
برادر کوچکترش اوی ساداکیو که در قلعه اوچییاما در ناحیه ساکو مقاومت کرد و در سال ۱۵۴۶ سقوط کرد، جانشین خاندان اوی ایواموراتا شد.